# پاول وژینوف
پاول وژینوف (به بلغاری: Павел Вежинов) (زاده ۹ نوامبر ۱۹۱۴ - درگذشته ۲ دسامبر ۱۹۸۳) از نویسندگان بلغاری در سبک علمی تخیلی بود. آثار او در مدارس بلغارستان تدریس می‌شود.

## زندگینامه
او در سال ۱۹۱۴ متولد و از سال ۱۹۳۲ به فعالیت ادبی مشغول شد، با مجلات و روزنامه‌ها با نوشتن داستان و گزارش همکاری کرد و در گیرودار انقلابات داخلی طرفدار توده بود و در آثار او ستیز با طبقات بالا دیده می‌شود، وژینف سناریونویسی توانا و داستان پردازی هنرمند است. معروف‌ترین اثر او رمانی به نام «مانع» است که در سال ۱۹۷۷ و پس از مرگ همسرش نوشته‌است.
خیابان‌های بدون سنگفرش، روزها و شب‌ها، عمارت آبی، گروهان دوم عنوان برخی از آثارش است. این نویسنده دلاوری‌های میهن‌پرستان بلغاری ضد هیتلر را توصیف کرده‌است.

## جوایز
- نشان «جمهوری خلق بلغارستان» بخش دوم (۱۹۶۴)
- دریافت عنوان «هنرپیشه فرهنگی خلق» (۱۹۷۰)
- دریافت عنوان قهرمان سوسیالیستی کار (۱۹۷۴).
- نشان «گئورگی دیمیتروف» (۱۹۷۴)
- برنده جایزه دیمیتروف (۱۹۵۰، ۱۹۵۱، ۱۹۷۱ به همراه تیم، ۱۹۷۶)

## آثار برگزیده
مجموعه‌ها:
- «خیابان‌های بدون سنگفرش» - ۱۹۳۸
- «روزها و شب‌ها» - ۱۹۴۲
- «لین» - ۱۹۴۷
- «کاناپه» - ۱۹۴۸
- «داستان‌های شگفت‌انگیز» - ۱۹۵۸
- «قدرت ما» - ۱۹۵۸
- «پسر با ویولن» - ۱۹۶۳
- «نفَس بادام» - ۱۹۶۶
- «پروانه آبی» - ۱۹۶۸
- «سنگ آبی». ۱۹۷۷

## دیگر آثار
- «مانع» - ۱۹۷۶ این رمان به همین نام در سال ۲۰۱۳ به زبان فارسی توسط انتشارات تاک در کابل منتشر شد و در سال ۲۰۱۸ با نام «آدم‌های عادی پرواز نمی‌کنند» توسط انتشارات پارسه در تهران منتشر شد.
- «مارمولک سفید» - ۱۹۷۷
- «پسر دریاچه» - ۱۹۷۶
- «یک روز پاییز در جاده» - ۱۹۶۷
- «شرکت بی» - ۱۹۴۹
- «در دشت» - ۱۹۵۰
- «طلا» - ۱۹۴۹
- «پرچم برفراز ورزشگاه» - ۱۹۵۰
- «دور از ساحل» - ۱۹۵۸
- «قدرت ما» - ۱۹۵۸
- «حادثه در یک خیابان آرام» - ۱۹۶۰
- «جعبه انفیه» - ۱۹۷۳

## رمان
- «غروب آبی» - ۱۹۴۷
- «به افتخار میهن» - ۱۹۴۹
- «رد باقی می‌ماند» - ۱۹۵۴
- « حادثه در یک خیابان آرام» - ۱۹۶۰
- «ستاره‌های بالای سر ما» - ۱۹۶۶
- «خفاش‌ها شب‌ها می‌پرند» - ۱۹۶۹
- «ماجراهای کوچک» - ۱۹۷۰
- «جعبه انفیه» - ۱۹۷۳
- «اعتراف» - ۱۹۷۳
- «مرگ آژاکس» - ۱۹۷۳
- «در شب اسب سفید» - ۱۹۷۵
- «سرگذشت‌نامه خانواده کوچک» - رمانی کنایه‌آمیز، صوفیه. ۱۹۸۲،
- «تعادل» - ۱۹۸۲